# Only a Northern Song
Only a Northern Song (Harrison) är en låt av The Beatles, inspelad 1967.

## Låten och inspelningen
Denna något ostrukturerade låt, med orgel och mängder av märkliga ljudeffekter jobbade George Harrison med under Pepper-sessionerna vid tre tillfällen (13 – 14 februari och 20 april 1967) innan han lade den åt sidan. Han har själv delvis sagt att låten var menad som ett skämt men också att det var ett sätt att uppfylla de åtaganden han hade som låtskrivare på Northern Songs (alltså med Lennon och McCartney som arbetsgivare). Låten plockades närmare ett och ett halvt år senare in som utfyllnad på soundtracket till Yellow Submarine, som utgavs i USA och England 13 respektive 17 januari 1969.  